# Тулонський тунель
Тулонський тунель — це підземна міська дорожня споруда, яка з’єднує автомагістраль A50 Марсель / Тулон на заході з автострадами A57 Тулон/Ле Люк (Ніцца) і A570 Тулон/Йєр на сході, а також західну та східну частину міста.
Геотехнічні аварії вплинули на саму ділянку тунелю - обвалення та провал, а також на будівлі, що лежать вище - осідання та розтріскування; вони значно збільшили час і вартість його будівництва : роботи над північно-східною/західною трубкою почалися в 1993 році; працює з 2002 року. Роботи над південно-західно-східною трубою почалися у вересні 2007 року; він відкрив19 mars 201419 березня 2014 року на 5 ч 15.

## Історія[2]
Швидке перетинання дороги центру міста Тулон із заходу на схід створювало дуже складну технічну проблему через перевантаженість міської території, затиснутої між Мон-Фароном, вапняковою ланкою на півночі, та гаванню на півдні. Починаючи з 1966 року і протягом більше двадцяти років досліджувалися різні маршрути і типи споруд, віадуки, криті траншеї, наземні або підводні тунелі. ; рішення про наземний тунель було остаточно прийнято в 1987 році. Проект був визнаний суспільно корисним на17 avril 199117 квітня 1991 року .